# Wichrowo
Wichrowo (deutsch Wichertshof) ist ein Ort in der polnischen Woiwodschaft Ermland-Masuren. Er gehört zur Stadt-und-Land-Gemeinde Dobre Miasto (Guttstadt) im Powiat Olsztyński (Kreis Allenstein).

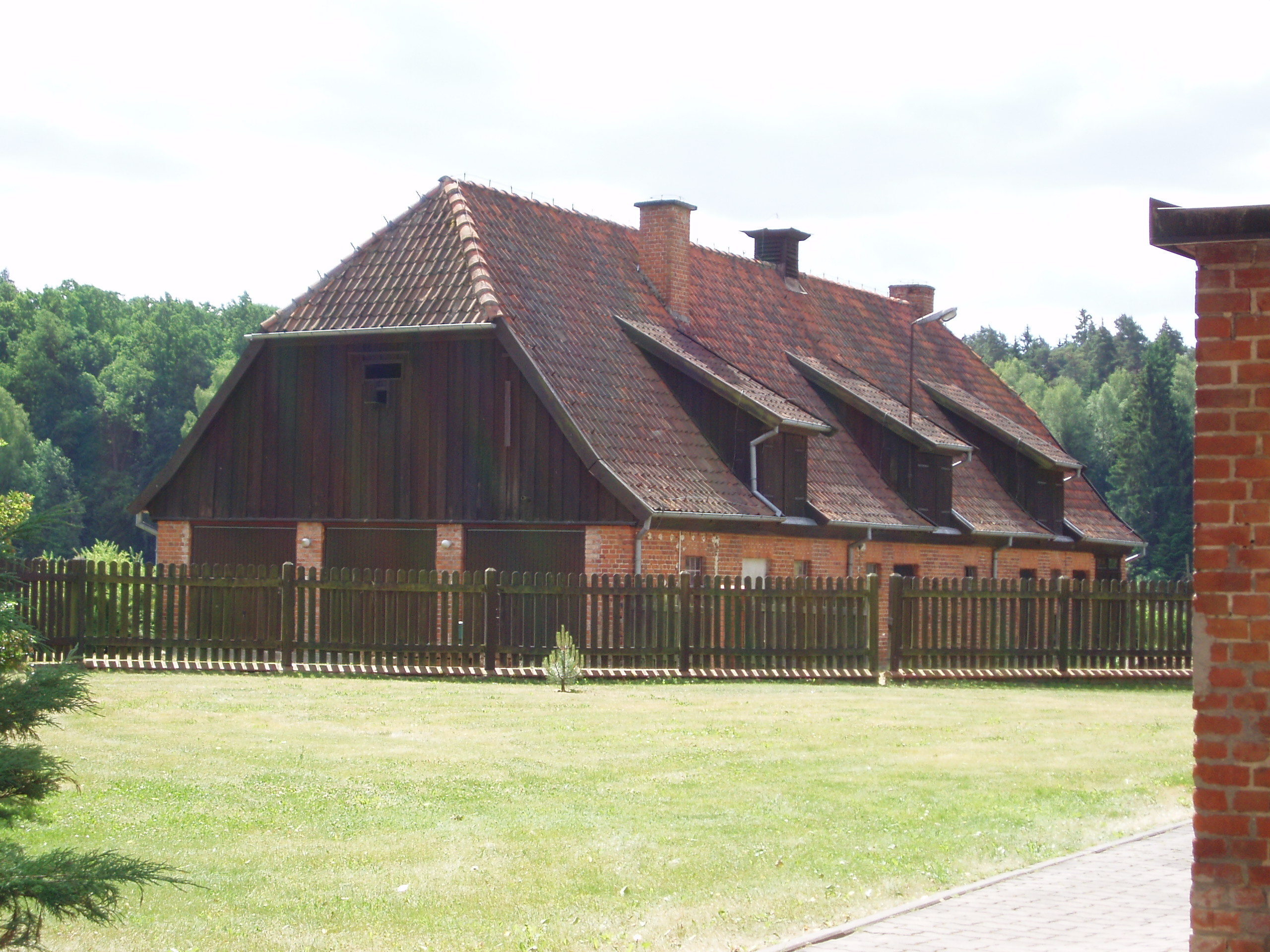
Försterei Wichrowo

## Geographische Lage
Wichrowo liegt im nördlichen Westen der Woiwodschaft Ermland-Masuren, 15 Kilometer südwestlich der früheren Kreisstadt Heilsberg (polnisch Lidzbark Warmiński) bzw. 26 Kilometer nördlich der heutigen Kreismetropole Olsztyn (deutsch Allenstein).

## Geschichte
Wichertshof bestand aus der Oberförsterei Wichertshof und aus dem Forstgutsbezirk Wichertshof im ostpreußischen Kreis Heilsberg, Regierungsbezirk Königsberg.
|  |

Die Oberförsterei Wichertshof gehörte bis 1929 zum Gutsbezirk Wichertshof. Dieser wurde am 21. Mai 1874 Sitz des anfänglich „Königlicher Forst- und Domänenfiskus“ genannten Amtsbezirks Wichertshof, dem 1874 lediglich der Gutsbezirk Wichertshof, Forst, mit seinen Ortsteilen angehörte. Diese Ortsteile allerdings repräsentierten diverse Forstdienststellen, die erst 1929 anderen Landgemeinden zugeordnet wurden. Im Jahre 1945 bestand der Amtsbezirk Wichertshof nur noch aus dem Gutsbezirk Wichertshof selbst sowie den drei Landgemeinden Schmolainen, Schönwiese und Stolzhagen:
| Deutscher Name               | Polnischer Namen | Anmerkungen                                               |
| ---------------------------- | ---------------- | --------------------------------------------------------- |
| Gutsbezirk Wichertshof:      |                  |                                                           |
| : Eiserwerk (bei Heilsberg)  | Gajnica          | 1929 nach Stolzhagen, Amtsbezirk Stolzhagen, umgegliedert |
| : Schmolainen                | Smolajny         |                                                           |
| : Sternberg                  | Stryjkowo        | 1929 nach Sternberg, Amtsbezirk Stolzhagen, umgegliedert  |
| : Waldhaus (bei Heilsberg)   | NN.              | 1929 nach Schmolainen umgegliedert                        |
| : Weißkreuz                  | Krzyżno          | 1929 nach Schmolainen umgegliedert                        |
| : Wichertshof, Oberförsterei | Wichrowo         | 1929 nach Schmolainen umgegliedert                        |
| : Zweiteichen                | Stawno           | 1929 nach Schönwiese umgegliedert                         |

In Kriegsfolge kam Wichertshof 1945 mit dem gesamten südlichen Ostpreußen zu Polen. Der Ort erhielt die polnische Namensform „Wichrowo“ und ist heute eine Osada leśna (= „Waldsiedlung“) im Verbund der Gmina Dobre Miasto (Stadt-und-Land-Gemeinde Guttstadt) im Powiat Olsztyński (Kreis Allenstein), von 1975 bis 1998 der Woiwodschaft Olsztyn, seither der Woiwodschaft Ermland-Masuren zugehörig. Im Jahre 2021 zählte Wichrowo 63 Einwohner.

## Religion
Wichrowo gehört heute wie bereits Wichertshof vor 1945 zur römisch-katholischen Kirche in Dobre Miasto (Guttstadt), jetzt im Erzbistum Ermland liegen.
Wichertshof war bis 1945 außerdem in die damalige evangelische Kirche Guttstadt eingegliedert, die zur Kirchenprovinz Ostpreußen der Kirche der Altpreußischen Union gehörte. Heute ist Wichrowo der Diözese Masuren der Evangelisch-Augsburgischen Kirche in Polen zugeordnet.

## Verkehr
Wichrowo liegt östlich der polnischen Landesstraße 51 (hier im Abschnitt der früheren deutschen Reichsstraße 134). Über eine bei Smolajny (Schmolainen) abzweigende Stichstraße ist das Dorf zu erreichen.
Die nächste Bahnstation ist die Stadt Dobre Miasto (Guttstadt). Sie liegt an der PKP-Bahnlinie 221: Olsztyn Gutkowo–Braniewo.